# Offensiva dei cento reggimenti
L'offensiva dei cento reggimenti (in cinese: 百團大戰) (20 agosto - 5 dicembre 1940) fu un'importante campagna dell'Ottava Armata della Strada (parte dell'Esercito Rivoluzionario Nazionale del Kuomintang e forza armata del Partito Comunista Cinese) comandata da Peng Dehuai contro l'esercito imperiale giapponese nella Cina del Nord.
La battaglia è rimasta a lungo al centro della propaganda nella storia del Partito Comunista Cinese, ma diventò il "crimine" di Peng Dehuai durante la Rivoluzione culturale. Alcune questioni riguardanti il suo lancio e le conseguenze sono ancora controverse.

## Contesto strategico
Nel 1939-1940, i giapponesi lanciarono più di 109 piccole campagne che coinvolgevano circa 1 000 combattenti ciascuna e 10 grandi da 10 000 uomini per spazzare via i guerriglieri del Partito Comunista nelle pianure di Hebei e Shandong. Anche l'esercito del governo nazionale riorganizzato collaborazionista di Wang Jingwei prese parte all'offensiva contro di loro.
Dal lato delle forze di resistenza anti-giapponesi vi era un sentimento generale, particolarmente forte nel Kuomintang (KMT), che riteneva che il PCC non stesse contribuendo abbastanza allo sforzo bellico e che i comunisti fossero interessati solo ad espandere la loro base di potere. Fu in queste circostanze che il Partito Comunista pianificò di organizzare una grande offensiva per dimostrare che stava effettivamente aiutando lo sforzo bellico e per riparare le relazioni con il KMT.

## Battaglia
L'Armata della Cina settentrionale giapponese stimò che la forza dei regolari comunisti fosse di circa 88 000 nel dicembre 1939. Due anni dopo rividero la stima a 140 000. Alla vigilia della battaglia le forze comuniste crebbero fino a 200 000 - 400 000 uomini, in 105 reggimenti. Lo straordinario successo e l'espansione dell'Ottava Armata della Strada contro i giapponesi fecero sperare Zhu De e il resto della leadership militare di poter ingaggiare l'esercito giapponese e vincere.
Nel 1940 la crescita fu così impressionante che Zhu De ordinò un'offensiva coordinata dalla maggior parte dei regolari comunisti (46 reggimenti dalla 115ª divisione, 47 dalla 129ª e 22 dalla 120ª) contro le città controllate dai giapponesi e le linee ferroviarie che li collegavano. Secondo la dichiarazione ufficiale del PCC, la battaglia iniziò il 20 agosto. Dal 20 agosto al 10 settembre le forze comuniste attaccarono la linea ferroviaria che separava le aree della base comunista, principalmente quelle da Dezhou a Shijiazhuang nell'Hebei, da Shijiazhuang a Taiyuan nello Shanxi centrale e da Taiyuan a Datong nel nord dello Shanxi. Originariamente l'ordine di battaglia di Peng era composto da 20 reggimenti ma il 22 agosto scoprì che allo scontro ne partecipavano più di 80, per lo più senza che ne fosse al corrente.
Riuscirono a far saltare in aria ponti e gallerie e a rompere i binari, e per il resto di settembre attaccarono frontalmente le guarnigioni giapponesi. 600 mi (970 km) circa di ferrovie furono distrutte e la miniera di carbone di Jingxing (che era importante per l'industria bellica giapponese) fu resa inattiva per sei mesi. Fu la più grande vittoria che il PCC abbia colto durante la guerra.
Tuttavia, da ottobre a dicembre, i giapponesi risposero con veemenza, riaffermando il controllo delle linee ferroviarie e conducendo aggressive "operazioni di rastrellamento" nelle aree rurali circostanti. Il 22 dicembre Mao Zedong disse a Peng Dehuai «Non dichiarare ancora la fine dell'offensiva. Chiang Kai-shek sta diffondendo retorica anti-comunista e abbiamo bisogno dell'influenza della Battaglia dei Cento Reggimenti per battere la propaganda.»

## Risultati
L'Ottava Armata rilasciò due rapporti entrambi basati su statistiche prima del 5 dicembre, uno che rivendicava l'uccisione o il ferimento di 12 645 giapponesi e 5 153 soldati collaborazionisti; la cattura di 281 truppe giapponesi e 1 407 collaborazionisti; la defezione di 7 giapponesi e 1 845 truppe collaborazioniste; 293 postazioni catturate. L'altro affermava l'uccisione o il ferimento di 20 645 giapponesi e 5 155 truppe collaborazioniste; la cattura di 281 truppe giapponesi e 18 407 collaborazioniste; la defezione di 47 soldati giapponesi e 1 845 collaborazionisti; 2 993 postazioni catturate. Questi due rapporti erano entrambi basati sulla stessa cifra ma separati in due rapporti diversi per motivi sconosciuti. Ciò ammontava rispettivamente a 21 338 e 46 000 perdite arrecate al nemico. Nel 2010 un articolo cinese di Pan Zeqin affermò che il risultato della vittoriosa offensiva dovrebbe essere di un numero di perdite arrecate superiore a 50 000. Non ci sono dati riguardanti le vittime totali nei registri militari giapponesi, ma furono registrate 276 uccisioni per la 4ª Brigata Mista Indipendente e 133 uccisioni e 31 dispersi per la 2ª Brigata Mista Indipendente. Una fonte occidentale registrò 20 900 vittime giapponesi e circa 20 000 vittime di collaborazionisti.
In più i cinesi registrarono 474 km di ferrovia e 1502 km di strade sabotate, 213 ponti e 11 tunnel fatti saltare e 37 stazioni distrutte. Ma i rapporti giapponesi danno 73 ponti, 3 tunnel e 5 torri d'acqua fatti saltare in aria; 20 stazioni bruciate e 117 episodi di sabotaggio ferroviario (pari a 44 km). Il danno arrecato ai sistemi di comunicazione consistette in 1 333 pali del cavo abbattuti e 1 107 ribaltati, fino a 146 km di cavo tagliato. Inoltre un sito minerario della miniera di carbone di Jingxing fu reso inattivo per sei mesi.

## Conseguenze
Quando il generale Yasuji Okamura prese il comando dell'Armata della Cina settentrionale nell'estate del 1941, la nuova strategia che adottò fu "Tre Tutto", che significa "uccidi tutti, brucia tutto e distruggi tutto" in quelle aree contenenti forze anti-giapponesi. A causa di ciò Mao non avrebbe più organizzato alcuna grande campagna di guerriglia durante la guerra.

## Controversie
Peng e Mao erano in disaccordo su come affrontare direttamente i giapponesi almeno sin dalla Conferenza di Luochuan dell'agosto 1937, con Mao preoccupato per le possibili perdite comuniste contro i giapponesi ben equipaggiati. Dopo l'istituzione della Repubblica Popolare, Mao disse a Lin Biao che «permettere al Giappone di occupare più territorio è l'unico modo per amare il proprio paese. Altrimenti, sarebbe diventato un paese che amava Chiang Kai-shek.» Così, l'offensiva dei cento reggimenti divenne l'ultimo dei due principali scontri frontali ingaggiati dai comunisti contro i giapponesi durante la guerra. Ci fu polemica sul fatto che Peng non avesse l'autorizzazione, e che né la Commissione militare centrale né Mao Zedong fossero al corrente. Già nel 1945 apparve l'accusa di aver lanciato attacchi senza preannuncio a Mao alla Conferenza della Cina settentrionale. Durante il Grande balzo in avanti l'opposizione di Peng alle politiche di Mao portò alla sua destituzione e quindi il lancio dell'offensiva divenne di nuovo un'azione criminale successivamente durante la Rivoluzione culturale. Nel 1967 il gruppo delle Guardie rosse dell'Università Tsinghua, con il sostegno del Comitato Centrale della Rivoluzione Culturale, pubblicò un volantino con su scritto: «Il ladro Peng, insieme a Zhu De, lanciò l'offensiva per difendere Chongqing e Xi'an... Rifiutò le istruzioni del presidente Mao e mobilitò 105 reggimenti in un impulso avventuristico...Il presidente Mao ha detto: Come può Peng Dehuai fare una mossa così importante senza consultarmi? Le nostre forze sono completamente rivelate. Il risultato sarà terribile.»
Peng ammise nelle sue memorie "彭德怀 自述" di aver ordinato il lancio a fine luglio, senza attendere il via libera dalla Commissione militare centrale e di essersene pentito. Ma Pan Zeqin disse che si trattava di un ricordo errato di Peng in quanto la data di inizio corretta avrebbe dovuto essere ufficialmente il 20 agosto, quindi Peng ebbe effettivamente il via libera. Nie Rongzhen difese Peng, affermando che «c'è una leggenda secondo cui la Commissione militare centrale non è stata informata in anticipo dell'offensiva. Dopo le indagini, abbiamo scoperto che il quartier generale dell'Ottava Armata ha inviato un rapporto al vertice. Il rapporto menzionava che avremmo colpito e sabotato la Ferrovia Zhentai. Sabotare una o l'altra ferrovia è molto comune nella guerriglia, quindi è il nostro lavoro di routine. Non è una questione strategica e la Commissione non dirà di no». Non menzionò alcuna data esatta di lancio. Dopo la fine della Rivoluzione culturale, il consenso in Cina è stato ed è generalmente a sostegno della battaglia. Ma un articolo cinese più moderno affermò che «Liu Bocheng aveva un'altra opinione sul lancio arbitrario della battaglia da parte di Peng».
Nonostante fu una campagna vittoriosa, Mao in seguito la considerò la principale provocazione per la devastante strategia dei Tre Tutto adottata dai giapponesi, e la usò per criticare Peng alla Conferenza di Lushan.